# Udinia newsteadi
Udinia newsteadi är en insektsart som beskrevs av Hanford 1974. Udinia newsteadi ingår i släktet Udinia och familjen skålsköldlöss. Inga underarter finns listade i Catalogue of Life.